# No Problem
Albums de Sonny Rollins
Love at First Sight
(1980) Reel Life
(1982)
No Problem est le septième album du saxophoniste ténor Sonny Rollins à paraître sur le label Milestone. Pour cette séance d'enregistrement effectuée en décembre 1981, Rollins est accompagné du guitariste Bobby Broom, du vibraphoniste Bobby Hutcherson, de son fidèle bassiste Bob Cranshaw et du batteur Tony Williams.

## Réception
L'auteur et critique de jazz Scott Yanow écrit sur AllMusic que « Rollins est globalement en forme mais aucune des compositions ne semble vraiment inspirée et pour ces musiciens de talent cette séance semble être sans réelle prise de risque et routinière ».

## Titres
| N°     | Titre               | Compositeur              | Durée |
| ------ | ------------------- | ------------------------ | ----- |
| Face A |                     |                          |       |
| 1.     | No Problem          | Sonny Rollins            | 7:40  |
| 2.     | Here You Come Again | Barry Mann, Cynthia Weil | 5:32  |
| 3.     | Jo Jo               | Bobby Hutcherson         | 5:05  |
| Face B |                     |                          |       |
| 4.     | Coconut Bread       | Sonny Rollins            | 4:22  |
| 5.     | Penny Saved         | Bobby Broom              | 5:44  |
| 6.     | Illusions           | Frederick Hollander      | 2:17  |
| 7.     | Joyous Lake         | Sonny Rollins            | 5:32  |

## Enregistrement
Les morceaux sont enregistrés du 9 au 15 décembre 1981 et mixés au Fantasy Studios à Berkeley (Californie) du 25-29 janvier 1982. L'album est paru sur le label Milestone Records,.
| Musicien         | Instrument         |  | Équipe technique                  |                    |
| ---------------- | ------------------ |  | --------------------------------- | ------------------ |
| Sonny Rollins    | saxophone ténor    |  | Sonny Rollins, Lucille Rollins    | producteurs        |
| Bobby Broom      | guitare électrique |  | Richard Corsello                  | enregistrement     |
| Bobby Hutcherson | vibraphone         |  | Richard Corsello, Lucille Rollins | remix              |
| Bob Cranshaw     | guitare basse      |  | Phil De Lancie                    | remastering (1999) |
| Tony Williams    | batterie           |  | Phil Bray                         | photographie       |